# Hirtella lancifolia
Hirtella lancifolia är en tvåhjärtbladig växtart som beskrevs av Adolpho Ducke. Hirtella lancifolia ingår i släktet Hirtella och familjen Chrysobalanaceae. Inga underarter finns listade i Catalogue of Life.